# Chasseurs alpins
Ne doit pas être confondu avec Alpins.
 (novembre 2023).

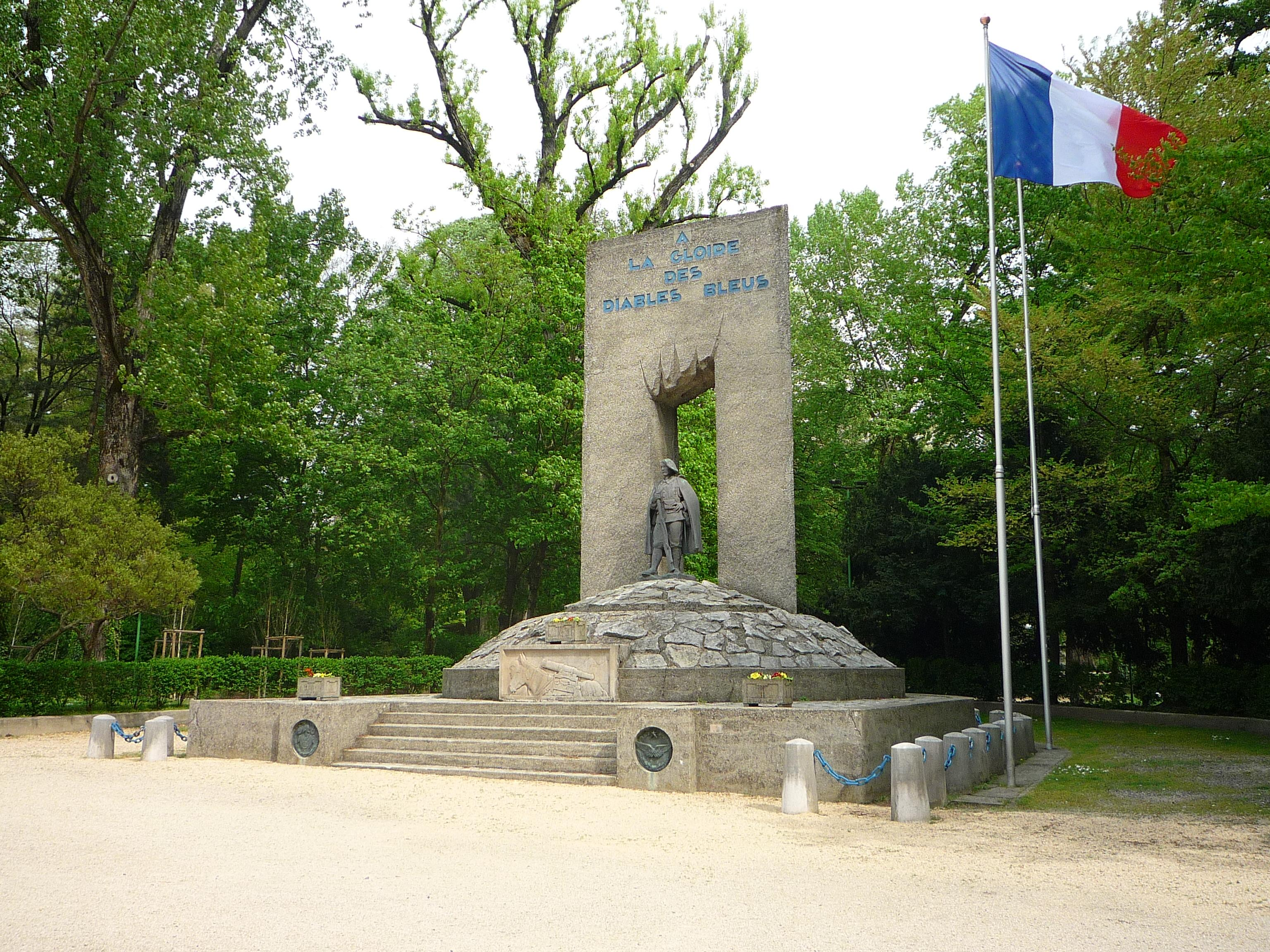
Monuments des « Diables bleus » à Grenoble.

Les chasseurs alpins sont des fantassins de l'Armée de terre française spécialisés dans le combat en milieu montagneux depuis 1888. Ils appartiennent à la fois au corps des chasseurs à pied et aux troupes de montagne. Leurs traditions sont donc issues de ces deux corps.

## Historique des unités de chasseurs alpins

### Création deschasseurs à pied
Au milieu du XIXe siècle, l'armée doit faire face à l'évolution des méthodes de guerre et des techniques. De nouvelles armes plus perfectionnées apparaissent. L'une d'elles, la carabine Delvigne-Pontcharra (du nom des deux généraux l'ayant créée et perfectionnée) attire l'attention de l'armée. Le roi des Français Louis-Philippe Ier charge son fils, le duc d'Orléans Ferdinand-Philippe, de monter une troupe spéciale chargée d'expérimenter cette carabine. Ce dernier crée une troupe d'élite bien spécifique, équipée d'un matériel allégé et plus fonctionnel que l'infanterie classique, habillée d'une tenue sombre et simple et adaptée pour des missions furtives et rapides. Cette troupe d'élite qui voit le jour en 1837 prend le nom de « compagnie de chasseurs d'essai ».
Cette compagnie connaît un succès immédiat et, sur décision du roi, est renforcée et devient le « bataillon provisoire de chasseurs à pied » en 1838. Le bataillon, destiné à être dissous une fois les essais de la carabine terminés, est cependant envoyé en Algérie dans le cadre des guerres coloniales et s'y illustre particulièrement. Devant le succès de cette troupe et devant l'insistance de plusieurs de ses généraux qui réclament plusieurs bataillons de ce type, le roi Louis-Philippe fait voter une loi portant création de dix bataillons de chasseurs à pied. Le bataillon provisoire de chasseurs à pied devenant le 1er bataillon de chasseurs à pied.
Ces dix bataillons voient le jour le 28 septembre 1840 au camp d'Helfaut, près de Saint-Omer dans le Pas-de-Calais. De dix, ils passeront à vingt en novembre 1853 puis à trente-et-un en 1871.

### Les débuts des chasseurs alpins (1888-1914)

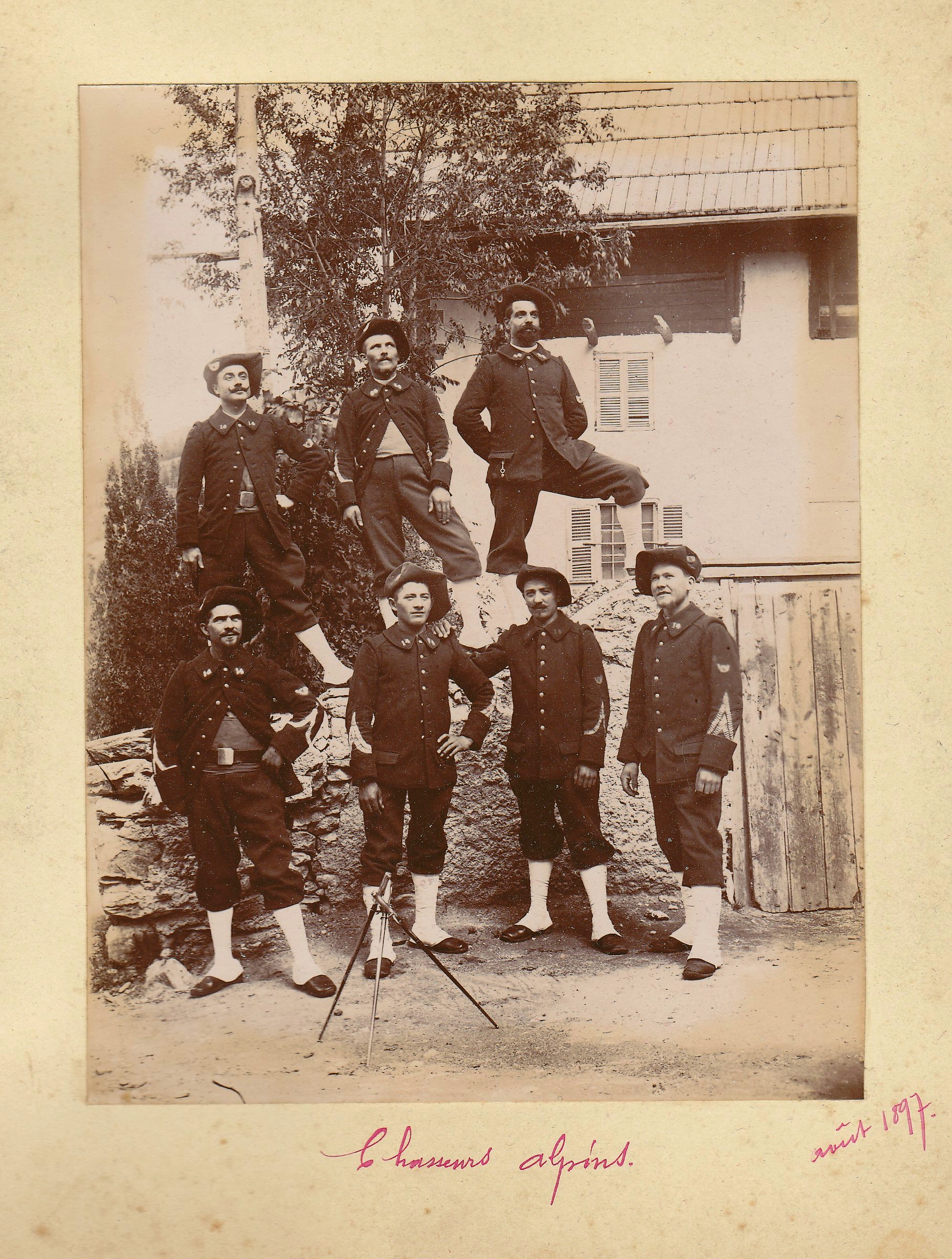
Un groupe de chasseurs alpins en 1897, 14e bataillon.

#### La création des chasseurs alpins
Jusqu'en 1859, l'Italie n'était pas encore un État unifié. Elle était constituée de plusieurs royaumes et républiques indépendants (royaume de Naples, république de Venise, États pontificaux, etc.). À partir de 1859, sous l'impulsion de Garibaldi et de Cavour, l'Italie commence à s'unifier pour finalement devenir un pays solide. Une nouvelle menace est donc née à la frontière alpine pour la France, d'autant que les Italiens sont les premiers à doter leur armée de troupes spécialement formées au combat en montagne. La France doit pouvoir répondre à une éventuelle invasion italienne en lui opposant des troupes elles aussi spécialisées. Le 24 décembre 1888, une loi porte création des troupes de montagne. Douze des 31 bataillons de chasseurs à pied sont choisis pour assurer cette mission. Ils prennent l'appellation de « bataillons alpins de chasseurs à pied », qui devient en 1916 « bataillons de chasseurs alpins » (BCA), formés de six compagnies de 154 hommes chacun.

#### Les douze bataillons d'active d'origine
Les douze bataillons alpins, issus des bataillons de chasseurs à pied de même numéro, sont rattachés aux deux corps d'armée qui défendent les Alpes :
1. Le 14e corps d'armée de Lyon :
  - le 12e BCA (Grenoble),
  - le 13e BCA (Chambéry),
  - le 14e BCA (Embrun),
  - le 22e BCA (Albertville),
  - le 27e BCA (Annecy)
  - le 28e BCA (Grenoble),
  - le 30e BCA (Grenoble) ;
2. Le 15e corps d'armée de Nice :
  - le 6e BCA (Nice),
  - le 7e BCA (Antibes puis Draguignan),
  - le 11e BCA (Barcelonnette),
  - le 23e BCA (Grasse),
  - le 24e BCA (Villefranche-sur-Mer).

#### Les bataillons de réserve et territoriaux
Au début du premier conflit mondial, chaque bataillon de chasseurs à pied met sur pied un bataillon de réserve constitué d'hommes âgés de 23 à 35 ans. Le numéro du bataillon de réserve est obtenu en ajoutant le nombre 40 au numéro du bataillon d'active correspondant ; par exemple : le 46e BCA est le bataillon de réserve du 6e BCA.
Il existe donc douze BCA de réserve :
1. Le 46e BCA ;
2. Le 47e BCA ;
3. Le 51e BCA ;
4. Le 52e BCA ;
5. Le 53e BCA ;
6. Le 54e BCA ;
7. Le 62e BCA ;
8. Le 63e BCA ;
9. Le 64e BCA ;
10. Le 67e BCA ;
11. Le 68e BCA ;
12. Le 70e BCA.

À ces bataillons s'ajoutent les bataillons de chasseurs alpins de l'armée territoriale constitués d'hommes âgés de 35 à 45 ans. Il s'agit de sept bataillons : du 1er au 7e BCAT.

### Première Guerre mondiale
Au cours de la guerre, les bataillons de chasseurs alpins combattent principalement au sein de trois divisions : les 46e, 47e et 66e divisions d'infanterie surnommées « divisions bleues ».

#### 1914
Au début de la Première Guerre mondiale, une 44e division d'infanterie alpine (général Soyer) regroupe les 97e RIA, 157e RIA, 159e RIA et 163e RI (tous à quatre bataillons du fait de leur mission de défense des frontières).

#### 1915

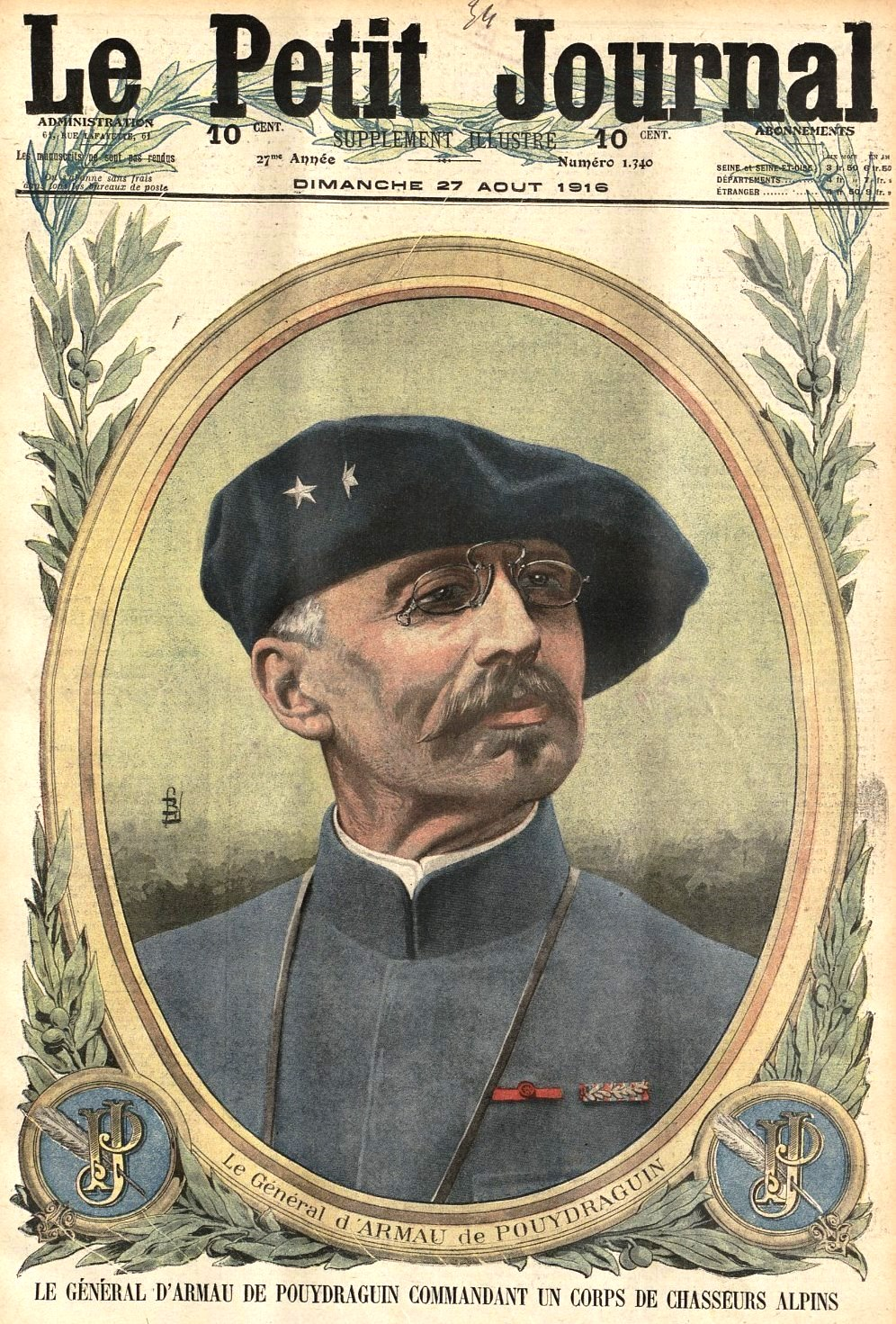
Le général d'Armau de Pouydraguin commandant la de chasseurs en 1916.

Au début de l'année 1915, la 47e division d'infanterie, parfois appelée 47e division de chasseurs, est créée. Elle est formée de bataillons de chasseurs alpins de 1915 à 1930. Elle est notamment commandée par le général Gaston d'Armau de Pouydraguin en 1915-1917.
Neuf bataillons de marche de chasseurs (BCA et BCP) sont aussi créés :
1. Le 32e BCA à Chambéry ;
2. Le 102e BCP ;
3. Le 106e BCP à Paris ;
4. Le 107e BCA à Bagneux ;
5. Le 114e BCA à Pérouges ;
6. Le 115e BCA près de Nîmes ;
7. Le 116e BCA à La Boisse ;
8. Le 120e BCP à Sennecey-le-Grand ;
9. Le 121e BCP à Langres.

Le 27e BCA s'illustre pour sa part particulièrement lors des combats du Hartmannswillerkopf, de janvier à décembre 1915.

#### 1916

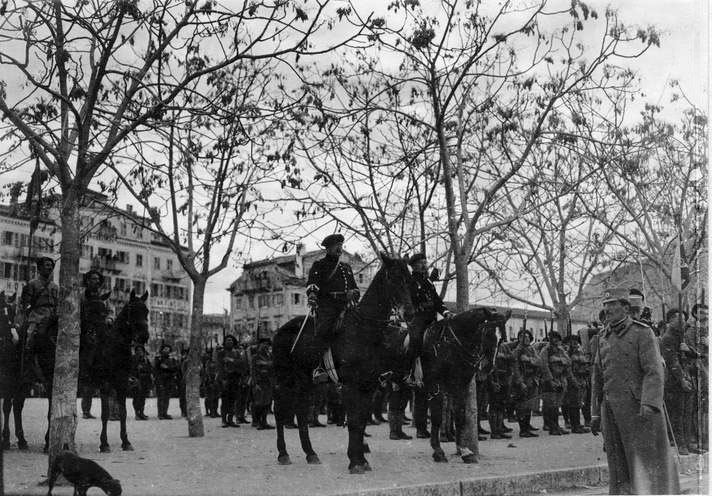
Alexandre de Serbie passe en revue des « alpins » à Corfou. Le capitaine Meullé-Desjardins le salue du sabre à son passage.

Les bataillons alpins de chasseurs à pied (BACP) changent de dénomination et deviennent des bataillons de chasseurs alpins (BCA).
En mars 1916, une nouvelle division formée de chasseurs alpins est créée, la 46e division d'infanterie.

### Entre-deux-guerres
La fin du premier conflit mondial voit la disparition des bataillons de marche, des bataillons territoriaux et des bataillons de réserve dès l'année 1918. Durant la période de l'entre-deux-guerres, une seconde vague de dissolution a lieu en 1929 et voit la disparition des 12e, 14e, 23e, 28e et 30e BCA.
Les 25e et 15e BCP deviennent des BCA respectivement en 1920 et 1922. En 1927 c'est au tour des 9e, 18e et 20e BCP d'être également « alpinisés ».
Les garnisons des bataillons de chasseurs alpins à la veille du second conflit mondial sont, par ordre de numéro :
- 6e BCA : Grenoble ;
- 7e BCA : Albertville ;
- 9e BCA : Antibes ;
- 11e BCA : Gap ;
- 13e BCA : Chambéry ;
- 15e BCA : Barcelonnette ;
- 18e BCA : Grasse ;
- 20e BCA : Antibes ;
- 22e BCA : Nice ;
- 24e BCA : Villefranche-sur-mer ;
- 25e BCA : Menton ;
- 27e BCA : Annecy ;
- 49e BCA : Antibes.

### Seconde Guerre mondiale
En 1940, les BCA sont organisés en demi-brigades de chasseurs alpins (DBCA) au sein des divisions d'infanterie alpines (DIA) :
- la 27e DIA du général Doyen, (7e CA, 8e armée) :
  - la 7e DBCA (11e, 15e et 28e BCA) ;
- la 28e DIA du général Lestien (réserve du GQG) :
  - la 5e DBCA[b] (13e, 53e et 67e BCA),
  - la 25e DBCA (7e, 27e et 47e BCA) ;
- la 29e DIA du général Gérodias (sl) (réserve du GQG) :
  - la 6e DBCA (24e, 25e et 65e BCA) ;
- la 30e DIA du général Duron (43e CA, 5e armée) :
  - la 22e DBCA (18e, 23e et 60e BCA) ;
- la 40e DIA du général Durand :
  - la 2e DBCA (9e BCA, 20e BCA et 49e BCA) ;
- la 64e DIA du général de Saint-Vincent (14e CA, Armée des Alpes) :
  - la 45e DBCA (87e, 93e et 107e BCA),
  - la 47e DBCA (86e, 91e et 95e BCA) ;
- la 65e DIA du général de Saint-Julien (15e CA, Armée des Alpes) :
  - la 42e DBCA (89e, 98e et 100e BCA),
  - la 46e DBCA, (102e, 104e et 105e BCA).

D'autres bataillons de chasseurs alpins font partie de secteurs fortifiés.

### Après 1945

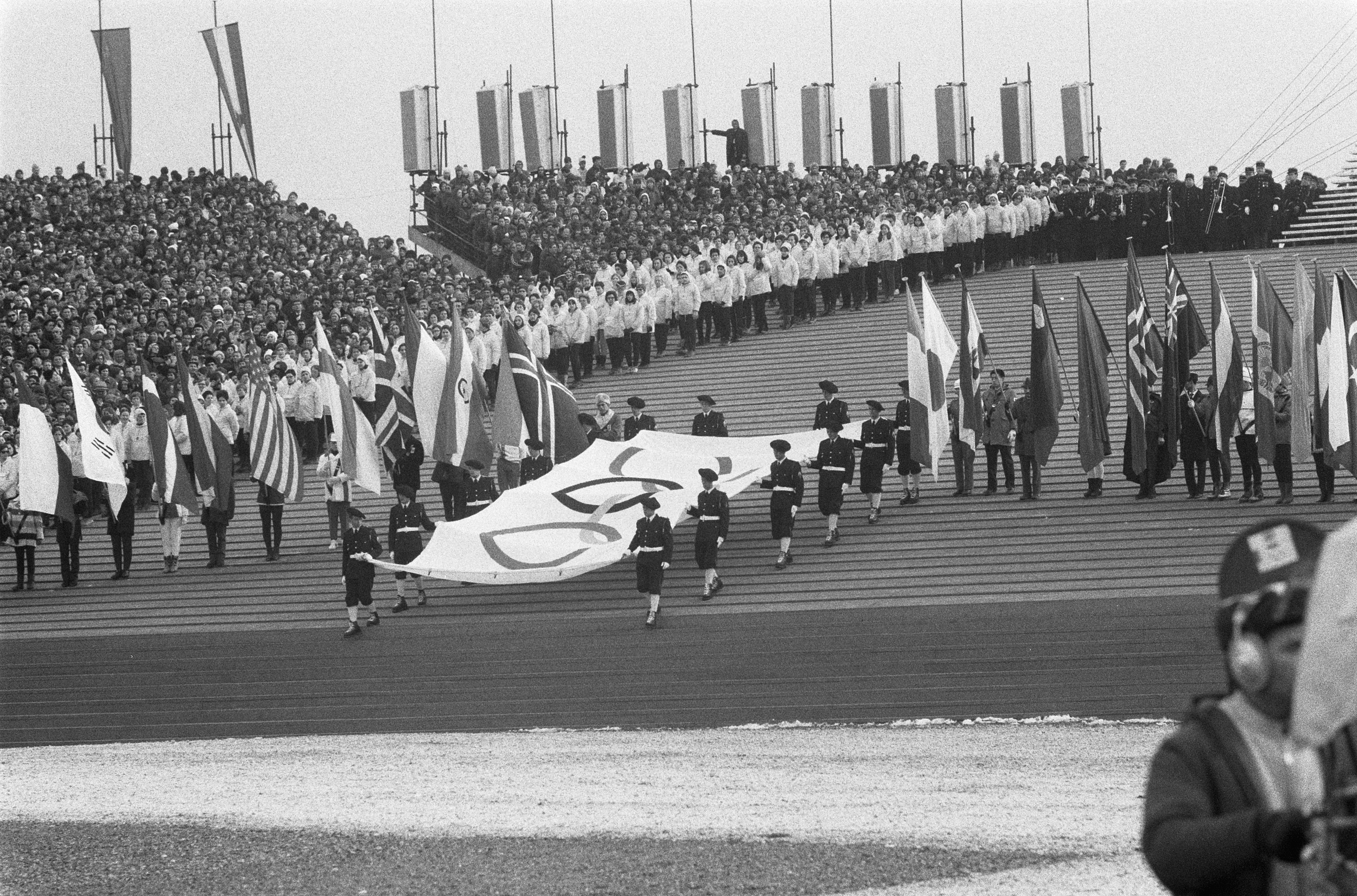
Cérémonie d'ouverture des Jeux olympiques d'hiver de Grenoble dans le stade provisoire, le 6 février 1968. Au milieu des porte-drapeau des délégations nationales, entrée du drapeau olympique, porté par des chasseurs alpins.

## Grandes figures des chasseurs alpins
- Gaston d'Armau de Pouydraguin, général, ancien du 27e BCA, commande la 47e division d'infanterie (formée de bataillons de chasseurs alpins) en 1915-1917.
- Victor Goybet : général d'armée, combattant de la Première Guerre mondiale et alpiniste.
- Albert Séverin Roche : soldat le plus décoré de la Première Guerre mondiale.
- Raymond Coche : officier, alpiniste et explorateur.
- Joseph Darnand : qui, avant de devenir le chef de la Milice française, fut nommé « premier soldat de France » pour son comportement héroïque pendant la Première Guerre mondiale. En 1939, il est fait officier de la Légion d’honneur pour être allé chercher aux mains de l'ennemi le corps de son chef et ami le capitaine Agnely lors du combat de Forbach.
- Jacques Faure : général de division, il commanda notamment la 27e division alpine lors de la guerre d'Algérie en 1958. Il a commandé l'équipe de ski militaire en 1932 et fut sept fois champion de France de ski. Il fut désigné comme porte-drapeau aux Jeux olympiques de Garmisch-Partenkirchen en 1936. Il a participé à la bataille de Narvik en 1940.
- Le lieutenant Théodose Morel : dit Tom Morel (1er août 1915 – 10 mars 1944), premier chef militaire du maquis des Glières, saint-cyrien, ancien du 27e BCA. Héros de la Résistance, compagnon de la Libération, mort pour la France.
- Paul Soutiras, (1893-1940), commandant le 7e BCA, tué au combat lors de la bataille de France en 1940.
- Étienne Poitau : dit « capitaine Stéphane », chef de la célèbre compagnie Stéphane des FFI, pionnier de la guérilla.
- Le général Alain Le Ray : premier chef militaire du maquis du Vercors, chef des FFI de l'Isère, commandant de la division alpine.
- Le commandant Albert de Seguin de Reyniès, chef de bataillon, tué par les Allemands en 1944.
- Le lieutenant-colonel Pierre Tanant, chef d'état-major du Vercors (1944) et auteur d’un ouvrage qui a fait référence sur le maquis du Vercors, délégué général du Souvenir français, chef du 6e BCA de 1947 à 1956.
- Le général Antoine Béthouart : « vainqueur » de Narvik.
- Le commandant Bulle, chef du maquis du Beaufortain, mort pour la France en négociant la reddition d'Albertville lors de la libération de la Tarentaise.
- Le lieutenant-colonel Louis Mairet : officier SAS du 2e RCP, il a participé à la bataille de Narvik avec le 6e BCA et s'est illustré en Algérie avec le 22e BCA ; compagnon de la Libération.
- Le caporal-chef Maxime Blasco, dit Max, GCM au 7e BCA, mort pour la France, au Mali, le 24 septembre 2021.

## Traditions

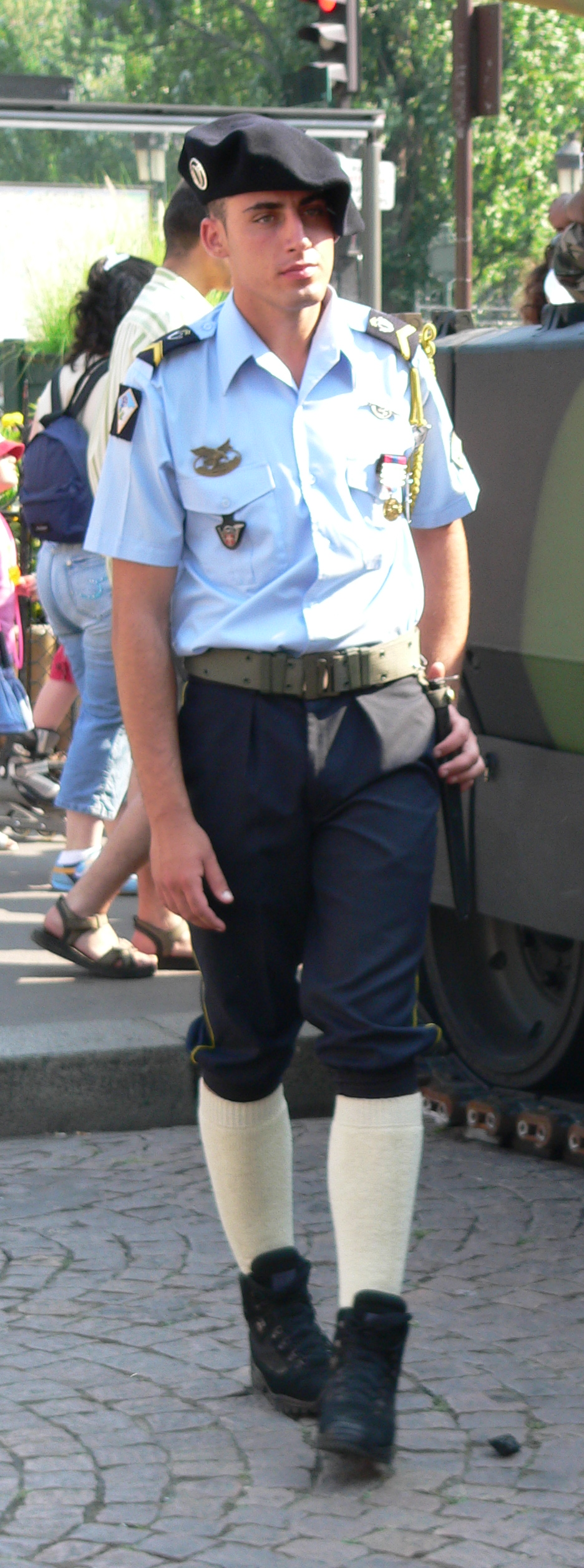
Chasseur alpin en tenue Solférino.

Avant 1888, l'armée française comprenait des chasseurs à cheval (appartenant à la cavalerie), des chasseurs forestiers et des chasseurs à pied (appartenant à l'infanterie). Les traditions de ces trois corps de chasseurs sont complètement différentes. Les chasseurs alpins sont des chasseurs à pied s'étant spécialisés dans le combat en montagne. Leurs traditions sont donc issues du corps des chasseurs à pied mais également des troupes de montagne.

### La tenue de tradition
La tenue de tradition est appelée « tenue Solferino », elle est réservée aux unités de tradition chasseur. Pour les alpins elle est légèrement différente des autres chasseurs à pied (dont le 16e bataillon de chasseurs à pied est le dernier représentant). Elle comprend :
- la « tarte » avec son insigne d'arme ;
- les knickers bleus à passe-poil jonquille ;
- la chemisette ou le blouson bleu selon la saison, orné des insignes régimentaire, divisionnaire, des décorations, des fourreaux de galons ainsi que de la fourragère ;
- les bas blancs ;
- les chaussures de montagne.

Le béret de chasseur alpin est adopté comme coiffe des chasseurs en 1891, sur décision du ministère de la Guerre. Son origine est béarnaise. La « tarte », ainsi appelée par les chasseurs, devient vite l'emblème des chasseurs alpins : suffisamment grande pour protéger du froid lors des longues gardes en montagne, elle protège aussi du soleil. Lors de la Première Guerre mondiale, les chasseurs abandonnent même le casque réglementaire pour porter leur tarte emblématique durant les combats.
Par la suite, les chasseurs alpins partagent leur coiffe avec d'autres troupes qui la teignent à leur couleur (rouge pour les parachutistes, verte pour les légionnaires et les commandos marine, bleu ciel pour l'aviation légère de l'Armée de terre...). Mais le béret des autres armes a un diamètre bien moindre que celui de la « tarte » du chasseur alpin.
Pour les prises d'armes et certaines cérémonies, les chasseurs alpins portent un plastron (foulard) jonquille.

### Insignes et grades
Les insignes de « tarte », de pattes d'épaule et les insignes de bataillons comportent tous le cor de chasse, emblème de tradition des troupes légères de l'armée française, notamment les chasseurs à pied.

Grades d'épaule des chasseurs.

L'usage des couleurs argent et or, ou blanc et jaune est inversé par rapport à la majorité des autres armes ; ce qui fait qu'un adjudant porte un galon or sur l'épaulette, en opposition avec son insigne de béret argent, et un adjudant-chef un galon argent, en harmonie avec son insigne de béret argent.
Pour les hommes du rang, les galons sont « jonquille », un pour le soldat de première classe et deux pour le caporal ; deux galons « jonquille » et un argent pour le caporal-chef. Le sergent a deux galons argent et le sergent-chef trois galons argent.
De façon plus générique, les galons des sous-officiers et des officiers sont toujours en harmonie avec la couleur de l'insigne ; il en est de même pour les boutons de veste sur les tenues de sortie type (T21-T22). Les chasseurs sont, de par la couleur de leur insigne, considérés comme faisant partie des « armes blanches », comme la gendarmerie nationale par exemple.
Les grades (sous-officiers et corps des majors) abréviations ou expressions argotiques utilisées, sont les suivants :
- chasseur de 2e classe : CH ;
- chasseur de 1re classe : 1 CL ou « 1er cul », un chevron jonquille ;
- caporal : CPL ou « cabo », deux chevrons jonquille ;
- caporal-chef : CCH ou « cabo chef », deux chevrons jonquille et un argenté ;
- caporal-chef de 1re classe : C1CL, il s'agit d'un caporal-chef détenteur du certificat d'aptitude technique du 2e niveau et d'un temps de service de onze ans et un jour minimum, il porte alors un chevron jonquille surmonté de deux chevrons argent ;
- sergent : SGT, deux chevrons argentés ;
- sergent-chef : SCH, trois chevrons argentés ;
- adjudant : ADJ, une barrette or avec liseré bleu cerise ;
- adjudant-chef : ADC, une barrette argentée avec liseré bleu cerise ;
- major : MAJ, un barrette argentée avec liseré bleu cerise et surmonté d'une petite barrette argentée.

Quel que soit son grade, un chasseur alpin peut se voir attribuer l'étoile bleue du bataillon auquel il appartient, en récompense de son assiduité à fréquenter la montagne en et hors service, ses qualités et son état d'esprit. L'insigne se porte sur la tenue de sortie et peut remplacer l'insigne du corps (pucelle).

### Diverses traditions

#### Vocabulaire
L'usage du mot « rouge » est interdit et remplacé par « bleu cerise » sauf pour désigner la couleur des lèvres de la femme aimée, la Légion d'honneur, la fourragère de la Légion d'honneur dite « la rouge », et le drapeau. Cette coutume provient de la fin des années 1800 au cours desquelles le gouvernement voulut imposer le port du pantalon garance, provoquant un mécontentement au sein des chasseurs à pied déjà menacés d'être dissous en 1875. Cette décision est à l'origine du chant La Protestation des chasseurs.
De même on ne dit pas :
- jaune mais « jonquille »[d] ;
- l'uniforme mais la « tenue »[e] ;
- la musique mais la « fanfare » ;
- la fanfare joue, mais « la fanfare sonne » ;
- un refrain est chanté mais « un refrain est sonné » ;
- le tambour mais la « caisse claire » ;
- la caserne mais le « quartier ».

Enfin « le chasseur a le sang vert ». Cette tradition provient d'un jeu de mots avec le vers « le sang versé pour la France » du chant La Protestation des chasseurs qui, par la façon dont il est chanté, laisse entendre « le sang vert, c'est pour la France ».
Enfin les chasseurs alpins sont surnommés « les Diables bleus » ou « les Vitriers ». Dans un langage plus relâché, ils sont également appelés « chass'bit » ou encore « chasseur de lapin ».

#### Refrains et sonneries
Un chasseur se met au garde-à-vous quand il entend le refrain de son bataillon ou celui des bataillons où il a servi, quand il entend La Protestation, créée en 1873 au camp de Châlons au moment où la loi des cadres mit en cause l'existence des bataillons de chasseurs. Le chasseur alpin se met également au garde à vous lorsque les Allobroges sont sonnés.
Un chasseur salue quand sonne la Sidi Brahim. 

#### Le drapeau
Il n'y a qu'un seul drapeau pour tous les bataillons et groupes de chasseurs à pied ou alpins, la garde en est confiée, à tour de rôle et dans l'ordre croissant des numéros, à chaque bataillon pour un an.
La passation se fait désormais au château de Vincennes, berceau des chasseurs, lors de la cérémonie des journées bleu jonquille. Cet acte est plus simple du fait qu'il ne subsiste que quatre bataillons et l'École militaire de haute montagne. Cependant à l'heure actuelle, la garde du drapeau se répartit entre les 7e, 13e et 27e BCA et le 16e BC.

#### Les galons
Traditionnellement, les galons en chevrons des chasseurs alpins, sont portés à l'envers des autres armées. En effet, à partir du moment ou il est « baptisé chasseur », un soldat de montagne peut porter son galon ainsi. Le galon est toujours orienté du cœur vers le foie, mais est réalisé avec la deuxième partie du chevron habituellement utilisé. Ce qui lui donne cette particularité d'être un peu plus « à l’horizontale ». Historiquement, cela viendrait d'une initiative d'un maître tailleur qui, manquant des parties de galons généralement utilisées, avait utilisé la deuxième partie du galon, la tradition est restée depuis dans les troupes de montagne.

### Refrains des bataillons de chasseurs
Chaque bataillon a un refrain qui lui est propre. Ces refrains sont complètement différents entre eux, aussi bien au niveau du ton que du texte. En effet, à l'heure des combats d'infanterie sans moyen de transmission, le clairon sonnait son refrain au cor. De ce fait, les généraux supervisant les combats connaissaient la position de leurs troupes.
Chaque nouveau chasseur doit connaître les 32 refrains conservés pour passer son « baptême chasseur ».
La tradition veut que chaque numéro de jour corresponde à un refrain chasseur. C'est pour cette raison qu'il y a 31 refrains, des 31 premiers bataillons, et on a conservé celui du 40e bataillon qui était stationné à Madagascar.
Le baptême chasseur est un rituel de passage (contrôle de la connaissance des traditions chasseur) obligatoire pour tout militaire qui intègre une unité de chasseurs alpins. Seuls les sous-officiers issus de l'école militaire de haute montagne (maison-mère) en sont dispensés.
Il est de coutume de sonner chaque matin le refrain du jour avant l'appel de la compagnie.
| - 1er bataillon « Si l'septième de ligne a des couilles au cul C'est qu'le Premier Chasseurs les lui a foutues ! » - 2e bataillon « Le Commandant a mal aux dents, mes enfants ! » (bis) - 3e bataillon « V'la l'troisième, v'la l'troisième, qui rapplique au galop V'la l'troisième, v'la l'troisième, qui rapplique sac au dos ! » - 4e bataillon « Quatrième bataillon, Commandant Clinchant Toujours en avant ! » - 5e bataillon « Cinquième Bataillon ventre à terre Commandé par Certain Canrobert, en avant ! » - 6e bataillon « Le sixième est là, il est un peu là ! » - 7e bataillon « Bataillon, Bataillon, Bataillon de fer Bataillon, Bataillon, Bataillon d'acier ». - 8e bataillon « T'as beau courir, tu ne m'rattraperas pas ! » (bis) - 9e bataillon « Marie, j'ai vu ton cul tout nu Cochon, pourquoi le regardes-tu ? » - 10e bataillon « Dixième Bataillon, Commandant Mac-Mahon N'a pas peur du canon nom de nom » - 11e bataillon « Onzième Bataillon de Chasseurs Alpins Onzième Bataillon d'lapins » - 12e bataillon « Ah c'qu'il est con, c'qu’il est con l'Douzième Ah c'qu’il est con, c'qu’il est con c'con là ! » - 13e bataillon « Sans pain, sans fricot, au treizième on n'boit que d'l'eau ! » - 14e bataillon « La peau de mes roulettes pour une casquette La peau de mes rouleaux pour un shako ! » - 15e bataillon « Je fumerais bien une pipe Mais je n’ai pas de tabac ! » - 16e bataillon « Seizième Bataillon d'Chasseurs à pied Seizième Bataillon d'Acier ! » | - 17e bataillon « Cré nom d'un chien, nous voilà bien partis Cré nom d'un chien, nous voilà bien ! » - 18e bataillon « Encore un biffin d'enfilé, rompez, Encore un biffin d'enfilé ! » - 19e bataillon « Trou du cul, trou du cul plein de poils sales Trou du cul, trou du cul poilu ! » - 20e bataillon « Vingtième Bataillon, Commandant Cambriels, Les Chasseurs à pied ont des ailes ! » - 21e bataillon « En voulez-vous des kilomètres ? En voilà ! » - 22e bataillon « Encore un biffin de tombé dans la merde Encore un biffin d'emmerdé ! » - 23e bataillon « V'la le vingt-troisième, nom de Dieu, ça va barder ! » - 24e bataillon « Tout le long du bois, j'ai baisé Jeannette, Tout le long du bois, j'l'ai baisée trois fois ! » - 25e bataillon « Pas plus con qu'un autre nom de nom, Mais toujours autant ! » (ou content) - 26e bataillon « Tu m'emmerdes et tu m'fais chier, tu m'dis ça c'est pour blaguer ! » - 27e bataillon « Si vous avez des couilles, il faudra le montrer ! » - 28e bataillon « Saut'Putten ; t'auras d'la saucisse, Saut'Putten, t'auras du boudin ! » - 29e bataillon « C'est le Vingt-neuvième, qui n'a pas d'pain Qui crève de faim, qui marche quand même ! » - 30e bataillon « Il était un p'tit homme, Tout habillé de bleu, nom de Dieu ! » (ou sacrebleu) - 31e bataillon « Trente-et-unième, l'dernier v'nu, Pas l'plus mal foutu ! » - 32e bataillon « Si j'avais du pinard, j'en boirais bien un goutte, si j'avais du pinard j'en boirai bien un quart ! » - 40e bataillon « Trou du cul de la reine des Hovas » - 87e bataillon « Le com-man-dant a dit mes enfants vous êt' de sa-crés lu-rons » |

## Brevets militaires de compétence en montagne
Les brevets « montagne » sanctionnent la réussite d'une formation en été et en hiver ; ils comprennent :
- le brevet d'alpiniste et de skieur militaire (BASM) qui permet au soldat de montagne d'être autonome au sein d'un détachement été comme hiver. Il se compose du :
  - brevet de skieur militaire (BSM), formation d'une durée de 4 semaines,
  - brevet d'alpiniste militaire (BAM), formation d'une durée de 3 semaines ;
- le brevet de chef d'équipe haute montagne (BCEHM) ouvert après un an de détention du BASM, il permet au chef d'équipe de conduire une cordée en montagne sous les ordres d'un chef de détachement. Il se compose des brevets de :
  - chef d'équipe haute montagne été (CEHM été), formation d'une durée de 3 semaines,
  - chef d'équipe haute montagne hiver (CEHM hiver), formation d'une durée de 3 semaines ;
- le brevet de qualification des troupes de montagne (BQTM) uniquement pour les cadres, ce brevet sanctionne une formation poussée de chef de cordée dispensée à l'École militaire de haute montagne (EMHM). Ce brevet permet à ses titulaires de s'entrainer au sein d’une équipe qualifiée en l'absence de chef de détachement, on distingue :
  - la « qualification été », stage d'une durée de 4 semaines,
  - la « qualification hiver », stage d'une durée de 4 semaines ;
- les brevets de chef de détachement haute montagne (BCDHM, pour les sous-officiers), ou de chef d'unité de haute montagne (BCUHM, pour les officiers), ces brevets correspondent à la même formation. Ils permettent à leurs titulaires de conduire des détachements de leur niveau (un groupe pour un sergent, une compagnie pour un capitaine) de façon totalement autonome ; ils nécessitent :
  - un stage estival de 6 semaines à l'EMHM,
  - un stage hivernal de 6 semaines à l'EMHM ;
- le brevet « moniteur guide militaire » (MGM) pour les experts « montagne » de la brigade ; il nécessite :
  - un stage estival de 3 semaines à l'EMHM,
  - un stage hivernal de 3 semaines à l'EMHM ;
- le brevet supérieur de technicien de l'Armée de terre (BSTAT) « option montagne » ;
- le brevet de « guide de haute montagne » obtenu auprès de l'organisme civil agréé : l'école nationale de ski et d'alpinisme (ENSA) de Chamonix.

Il existe également d'autres brevets et qualifications qui, sans être spécifiques aux troupes de montagne, ont été créés et développés au sein de l'École militaire de haute montagne (EMHM), notamment les brevets de pilotage de parapente aux nombre de trois (brevets A, B et C) qui sanctionnent une progression du niveau de qualification. Exemple : le brevet C correspond aux vols solos toutes météos, tous sites ainsi que le vol de nuit.

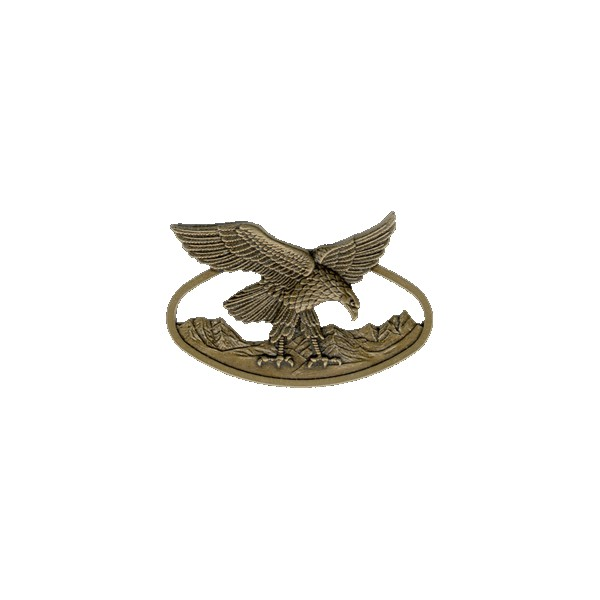
BAM (brevet d'alpiniste militaire) ou BSM (brevet de skieur militaire).
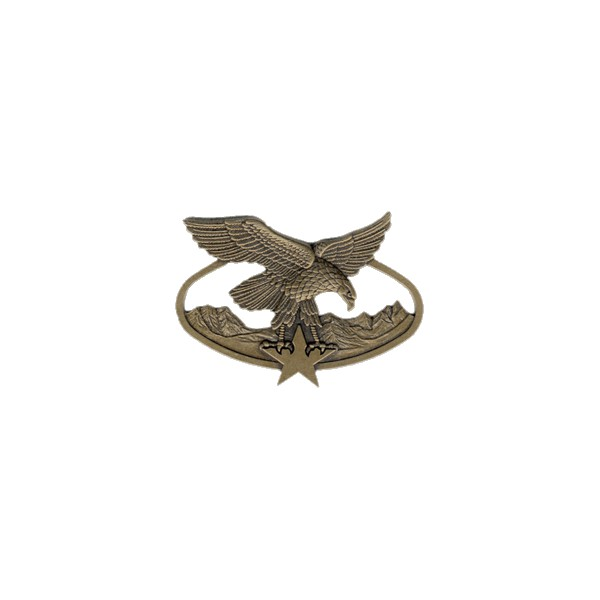
BASM (brevet d'alpiniste et de skieur militaire).
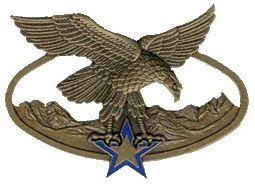
BCEHM (brevet de chef d'équipe haute montagne).
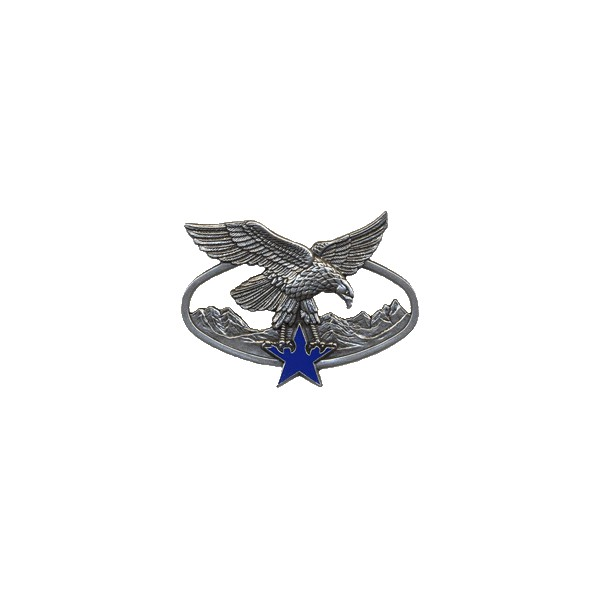
BCUHM (brevet de chef d'unité de haute montagne) ou BCDHM (brevet de chef de détachement de haute montagne).
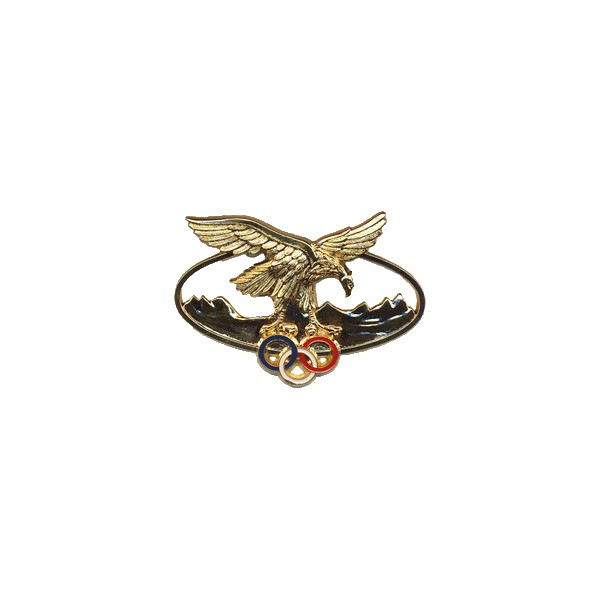
BCUHM ou BCDHM avec diplôme de guide de haute montagne ; BSTAT (option montagne et diplôme d’aspirant guide) ; BEES[Quoi ?] montagne

## Les unités de chasseurs alpins actuelles
- 7e bataillon de chasseurs alpins (Varces, périphérie de Grenoble, depuis juillet 2012).
- 13e bataillon de chasseurs alpins (Barby, périphérie de Chambéry).
- 27e bataillon de chasseurs alpins (Cran-Gevrier, périphérie d'Annecy).
- 6e bataillon de chasseurs alpins (Gap), centre de formation initiale des militaires du rang de la 27e BIM.